# 天鹽彌生站

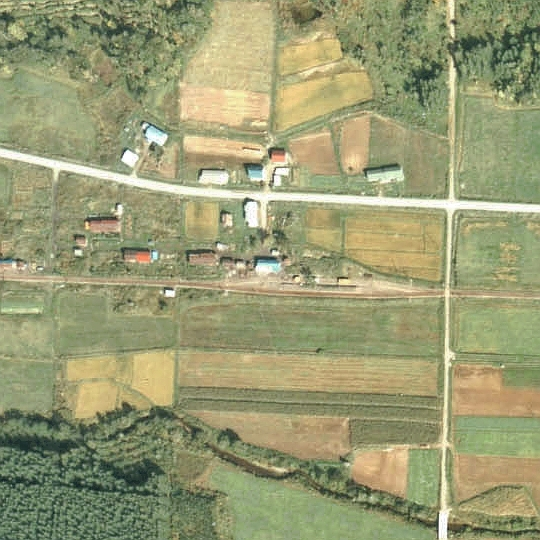
1977年的天鹽彌生站與方圓約500m範圍。右邊是名寄方向。圖中可看見島式月台，靠近車站大樓的是貨物線。

天鹽彌生站（日语：／ Teshio-yayoi eki */?）是位於北海道名寄市字彌生，北海道旅客鐵道（JR北海道）的深名線車站（廢站）。隨著深名線廢線，車站在1995年（平成7年）9月4日廢除。

## 歷史
- 1937年（昭和12年）11月10日 - 鐵道省名雨線名寄站至此站之間開通，初茶志內站（日语：／）啟用[1][2]。當時為一般車站。
- 1941年（昭和16年）10月10日 - 此站至朱鞠內之間開通。深名線全線開通（名雨線編入至深名線一部分）。
- 1949年（昭和24年）6月1日 - 日本國有鐵道成立，成為日本國有鐵道車站。
- 1951年（昭和26年）7月20日 - 車站改名為天鹽彌生站[3]。
- 1960年（昭和35年）9月15日 - 結束處理貨物和行李。
- 1982年（昭和57年）3月29日 - 成為無人站。
- 1987年（昭和62年）4月1日 - 伴隨國鐵分割民營化，車站由北海道旅客鐵道（JR北海道）營運。
- 1995年（平成7年）9月4日 - 深名線全線廢除，此站也廢除[2]。

## 站名的由來
舊站名「初茶志內」是源自阿伊努語「ハッチャウㇱナイ（hat-cha-us-nay）」，其意思是山葡萄、採摘、總是、沼澤〔＝總是把山葡萄帶到沼澤內〕）。
後來，新站名「彌生」取自當地地名，由於幌內線已經有彌生站，因此冠上舊國名「天鹽」。

## 車站構造
截至車站廢除前，車站是一座地面車站，設有1面1線的島式月台（只使用單邊）。月台位於路軌北邊（名寄方向的會開啟左邊車門）。站內沒有轉轍器。曾經此站設有1面2線的島式月台，當時可進行列車交會。此站設有區間列車行走於此站至名寄站之間。車站大樓側的路軌設有分支，連接車站大樓東邊的貨物月台和一條貨物側線。靠近車站大樓一方的路軌在交會設備廢除後撤走。截至1983年（昭和58年）4月，貨物側線還存在，兩方仍然設有轉轍器。在1993年（平成5年）前撤走。月台前後的路軌均設有彎位，這是分支留下來的走線。
此站是無人車站，在有人車站時代車站大樓曾經進行翻新。車站大樓位於站內北邊，鄰接西邊的月台。車站大樓在無人化後縮小，只剩下候車室部分（截至1993年（平成5年）的情況）。

## 使用狀況
- 在1981年度（昭和56年度），1日的上下車人次為22人[6]。
- 在1992年度（平成4年度），1日的上下車人次為4人[5]。

## 車站周邊
車站位於名寄市內的山中。
- 北海道道798號西風連名寄線
- 彌生共同墓地
- 初茶志內山 - 車站南邊。海拔201米。
- JR北海道巴士深名線（日语：深名線 (ジェイ・アール北海道バス)）「天鹽彌生」巴士站

## 現況

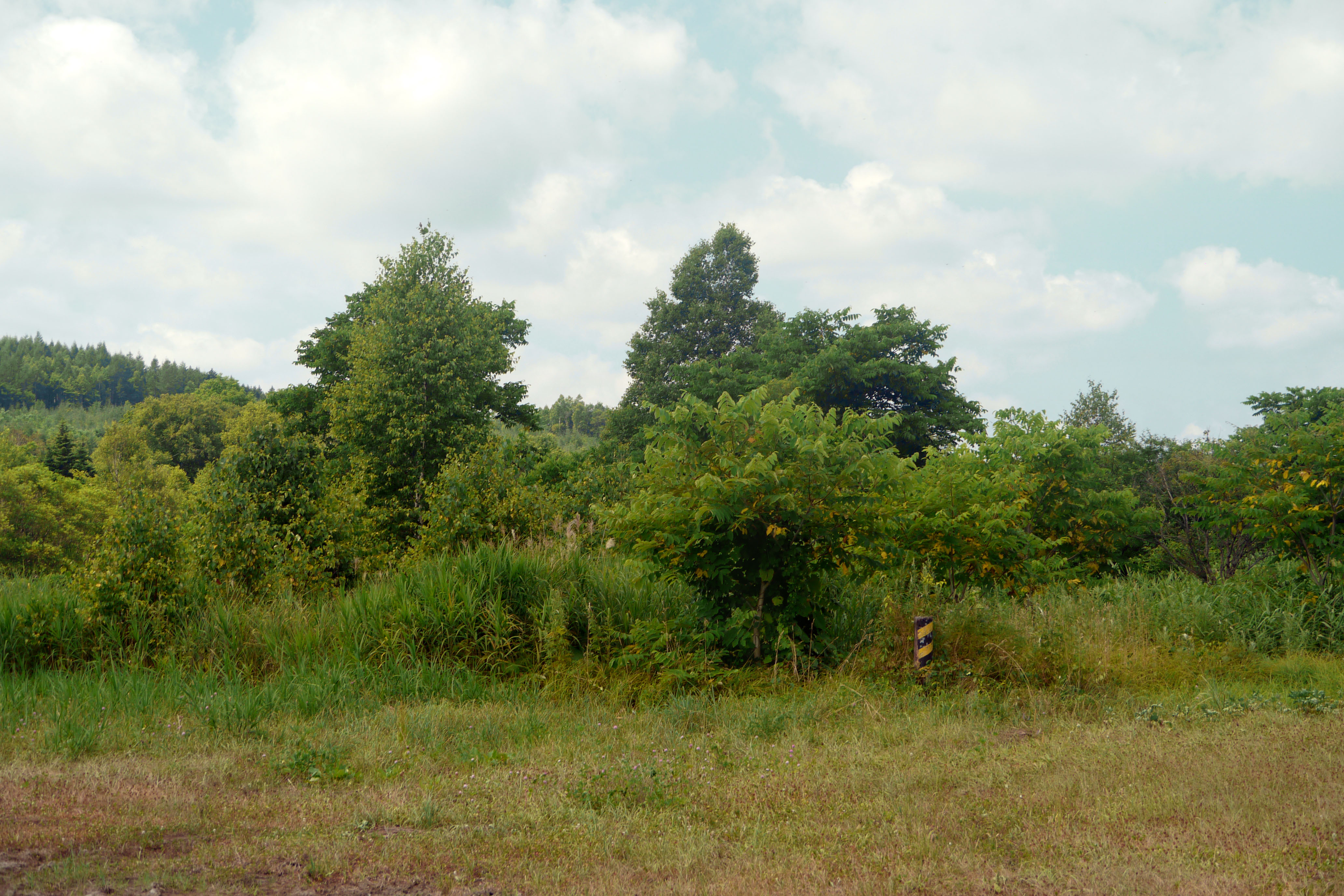
車站遺址　(2011年8月8日)

車站大樓與月台在廢站後仍然存在。在1998年（平成10年）拆毀，變成空地。截至2000年（平成12年），繼續變成空地。截至2010年（平成22年），車站遺址繼續為民家後方的空地。截至2011年（平成23年），車站附近可確認路軌和道碴遺蹟。站名牌的複製品保存在名寄市的「名寄市北國博物館」，該處也保存了Kimaroki編成。
在2015年（平成27年），一對夫妻向名寄市購入天鹽彌生站遺址之土地。並建設昭和40年代前風格的仿車站大樓，該大樓當作一家民宿。2016年（平成28年）3月起以「天鹽彌生站」的商號營業，在日間時段經營餐廳。

## 相鄰車站
北海道旅客鐵道（JR北海道）
深名線
北母子里－天鹽彌生－西名寄

## 注腳
1. 1 2 3   第1版. 札幌市: 日本国有鉄道北海道総局. 1973-3-25: 115. ASIN B000J9RBUY （日语）.
2. 1 2 3  太田幸夫.  1. 札幌市: 富士コンテム. 2004-02-29: 195. ISBN 4-89391-549-5 （日语）.
3. ↑  「日本国有鉄道公示第176号」《官報》1951年7月14日（國立國會圖書館數碼化收藏）
4. 1 2  太田幸夫.  1. 札幌市: 富士コンテム. 2004-02-29: 195. ISBN 4-89391-549-5 （日语）.
5. 1 2 3 4 5 6  書籍《JR・私鉄全線各駅停車1 北海道630駅》（小學館，1993年6月發行）77頁。
6. 1 2 3 4  書籍《国鉄全線各駅停車1 北海道690駅》（小學館，1983年7月發行）206頁。
7. ↑  書籍《鉄道廃線跡を歩くVII》（JTB出版，2000年1月發行）36頁。
8. ↑  書籍《新 鉄道廃線跡を歩く1 北海道・北東北編》（JTB出版，2010年4月發行）43頁。
9. 1 2  書籍《北海道の鉄道廃線跡》（著：本久公洋，北海道新聞社，2011年9月發行）180-181頁。
10. ↑  「昭和の駅舎を再現する民宿 元鉄道マンのこだわりに応える」北海道住宅新聞2015年9月25日（日語）
11. ↑  「天塩弥生駅復活へ 名寄の富岡さん夫妻・レストラン来春オープン」名寄新聞2015年11月22日 （页面存档备份，存于）（日語）
12. ↑  「【天塩弥生駅】旅人宿&田舎食堂」https://www.facebook.com/teya841/ （页面存档备份，存于）